# Dervla Murphy
Pour les articles homonymes, voir Murphy.
Dervla Murphy (née le 28 novembre 1931 à Lismore (Irlande) et morte le 22 mai 2022) est une écrivaine et cyclotouriste irlandaise.

## Biographie
Dervla Murphy est principalement connue pour son livre Full Tilt: Ireland to India With a Bicycle (1965), rapportant le voyage qu'elle entreprit trois ans plus tôt à bicyclette à travers l'Europe, l'Iran, l'Afghanistan et l'Inde. Elle a également parcouru la cordillière des Andes et le Mexique à pied, ainsi que l’Éthiopie avec un âne.